# Salvador Hidalgo Oliva
Salvador Hidalgo Oliva (* 27. Dezember 1985 in Leningrad) ist ein deutsch-kubanischer Volleyballspieler.

## Karriere
Hidalgo Oliva wuchs in Kuba auf und begann hier auch mit dem Volleyball. 2005 verließ er sein Heimatland und spielte zwei Jahre später beim deutschen Bundesligisten Netzhoppers Königs Wusterhausen. 2009 wechselte der Außenangreifer zum Ligakonkurrenten Berlin Recycling Volleys, mit dem er 2011 deutscher Vizemeister wurde. Im selben Jahr erhielt Hidalgo Oliva auch die deutsche Staatsbürgerschaft. In den Folgejahren spielte er weltweit bei verschiedenen Vereinen und gewann zahlreiche Titel. Von 2016 bis 2018 spielte Hidalgo Oliva beim polnischen Erstligisten Jastrzębski Węgiel, mit dem er gleich in seiner ersten Saison Platz drei belegte. 2018 wechselte er in die Türkei zu Fenerbahçe Istanbul und gewann hier in seiner ersten Saison das nationale Double aus Meisterschaft und Pokal. Zwei Jahre später kam der Titel im Supercup hinzu. Ab 2022 stand der Deutsch-Kubaner zwei Jahre lang in Griechenland auf dem Spielfeld. Mit Olympiacos Piräus wurde er zwei Mal in Folge Landesmeister sowie 2023 Pokalfinalist und Challenge Cupsieger und 2024 Pokalsieger.  In der gleichen Spielzeit erreichte der Sportclub das Supercupfinale. Anschließend kam der in der zweitgrößten Stadt Russlands geborene Sportler ein weiteres Mal in die Türkei zurück und baggert und blockt seitdem für Spor Toto Spor Kulübü.

## Auszeichnungen
- 2010: Topscorer Challenge Cup
- 2010: Bester Aufschläger AVP Champions League
- 2011: Bester Aufschläger Deutsche Bundesliga
- 2012: Wertvollster Spieler und bester Aufschläger AVP Champions League
- 2013: Wertvollster Spieler und bester Außenangreifer chinesische Liga
- 2017: Topscorer und bester Aufschläger Polish PlusLiga
- 2019: Wertvollster Spieler türkische Liga
- 2019: Wertvollster Spieler und bester Außenangreifer türkischer Pokal
- 2021: Wertvollster Spieler türkischer Supercup
- 2022: Bester Aufschläger türkische Liga
- 2023: Bester Aufschläger und bester Außenangreifer griechische A1 Liga
- 2024: Bester Aufschläger und bester Außenangreifer griechische A1 Liga[4]